# 月刊タウン情報トクシマ
月刊タウン情報トクシマ（げっかんタウンじょうほうトクシマ）は、メディコムが刊行している徳島県を対象地域とする月刊のタウン情報誌。タウトクと略される。

## 概要
2003年2月に創刊。毎月1日に発行されている。
グルメ情報や観光情報の他に、「徳島美人」や県内の高校で活躍している高校生を対象にミス制服グランプリや部活動特集などを掲載する「高校生ページ」等のコーナーも定番となっている。
また姉妹雑誌として2004年より「月刊タウン情報CU*」が創刊された。

## 主なコーナー
- 高校生ページ

徳島県内に通う高校生を対象にしているコーナー。高校のクラブ活動特集を掲載している他、文化祭や運動会等の学校行事を取り上げている。
- 徳島美人

2010年5月よりスタートした企画。徳島県内に在住する美女を発掘し掲載している。
- タウトク的ニュース速報

県内のグルメ情報や観光情報等の情報を掲載。
- タウトク刑事

他